# Métabolisme des médicaments

La formation de deux métabolites de la zopiclone, la N-desméthylzopiclone et la zopiclone-N-oxyde. Créé avec ChemDoodle 8.0.0.3b et Adobe

Le métabolisme des médicaments est la transformation, par des enzymes, d'un médicament en un ou plusieurs autres composés actifs ou inactifs médicalement. De nombreux organes le réalisent, reins, poumons, intestin, mais le principal est le foie. La branche qui étudie le métabolisme des médicaments est la pharmacocinétique.